# Eurrhyparodes nymphulalis
Eurrhyparodes nymphulalis là một loài bướm đêm trong họ Crambidae.